# Muse Bihi Abdi
Muse Bihi Abdi (somálsky Muuse Biixi Cabdi, arabsky موسى بيهي عبدي‎‎, * 1948 Hargeysa) je somálský armádní důstojník a politik, který od roku 2017 zastává funkci prezidenta mezinárodně neuznávaného státu Somaliland.
Sloužil v somálském letectvu, studoval v zahraničí (Gagarinova vojenská letecká akademie, United States Military Academy) a získal hodnost plukovníka, avšak v roce 1985 se přidal k Somálskému národnímu hnutí, tvořenému převážně příslušníky klanu Isaaq a bojujícímu proti režimu Siada Barreho. Po jednostranném vyhlášení somalilandské nezávislosti he prezident Muhammad Egal pověřil vedením ministerstva vnitra. Vstoupil do nejsilnější somalilandské strany Kulmiye a v roce 2010 se stal jejím předsedou. V prezidentských volbách konaných v listopadu 2017 získal 55 % hlasů a byl zvolen na pětileté funkční období. Prezidentskou přísahu složil 13. prosince 2017 v Hargeyse. Za svoji programovou prioritu označil snahu o mezinárodní uznání somalilandské nezávislosti – podařilo se mu navázat spolupráci se Spojenými arabskými emiráty, které mají zájem zřídit si vojenskou základnu ve strategicky umístěném Somalilandu.